# 등무칠의 난
등무칠의 난(鄧茂七－亂)은 명나라 1448년부터 약 1년간 강남의 복건성에서 일어난 농민반란이다. 반란의 명칭은 주동자 등무칠의 이름에서 유래하였다.

## 개요
복건성 지방은 평야는 협소하지만 산지가 많아 농업에 알맞은 기후로 일찍이 농업이 발달하고 인구가 증가하였다. 당시 화폐경제가 발전하기 시작하여 강남 지방에서 조세 제도로 은납제(금화은)가 실시되었고, 면포도 대납물로 인정하였다. 이는 이후 강남 지방 면업 발전의 요인이 되었다.
한편, 상인, 자본가들은 토지 투자를 통해 대농장을 소유하면서 부재지주로 군림하였고, 농민 지배를 강화하여 전호제(소작농제)를 확대하였다. 이에 전호(佃戶：소작인)들은 고액의 지대 외에 동생(冬牲)이라는 부조(副租)를 바쳐야 했다. 또한 지주가 담당해야 할 조세와 요역의 일부까지 대신해야만 했다. 이러한 봉건적 압박에 유민이 늘어났다.
또한 전호들은 지역의 자체 경비조직체인 총갑제(總甲制)에도 편성되어 있었다. 이 총갑제의 총갑인 등무칠이 총갑의 지위를 이용하여 소작인에 대한 부담의 경감을 요구하며 반란을 일으켰다. 그러나, 반란은 정부군의 우수한 병력과 반란민의 내부 분열로 실패로 끝났다. 이 반란은 중국 역사상 최초의 소작인 반란이라는 데에서 의의가 있다.